# Europees kampioenschap zaalvoetbal 2001
Het Europees kampioenschap zaalvoetbal was de derde editie van het Europees kampioenschap zaalvoetbal. Het werd van 22 februari 2001 tot en met 28 februari 2001 gehouden in Moskou, Rusland.

## Gekwalificeerde teams
| Land      |
| --------- |
| Spanje    |
| Oekraïne  |
| Polen     |
| Kroatië   |
| Rusland   |
| Italië    |
| Nederland |
| Tsjechië  |

## Speellocatie
| Arena                | Stad   | Capaciteit |
| -------------------- | ------ | ---------- |
| Luzhniki Sportpaleis | Moskou | 12.500     |

## Eindtoernooi

#### Groep A
| Team     | Pnt | Pld | W | G | V  | DV | DT |
| -------- | --- | --- | - | - | -- | -- | -- |
| Spanje   | 3   | 3   | 0 | 0 | 15 | 3  | 9  |
| Oekraïne | 3   | 2   | 0 | 1 | 14 | 7  | 6  |
| Kroatië  | 3   | 1   | 0 | 2 | 2  | 9  | 3  |
| Polen    | 3   | 0   | 0 | 3 | 6  | 18 | 0  |

#### Groep B
| Team      | Pnt | Pld | W | G | V  | DV | DT |
| --------- | --- | --- | - | - | -- | -- | -- |
| Italië    | 3   | 3   | 0 | 0 | 14 | 7  | 9  |
| Rusland   | 3   | 2   | 0 | 1 | 11 | 6  | 6  |
| Tsjechië  | 3   | 0   | 1 | 2 | 9  | 13 | 1  |
| Nederland | 3   | 0   | 1 | 2 | 3  | 11 | 1  |

### Knock-outfase

#### Halve finale
|                  |                    |       |         |                  |
| 26 februari 2001 | Spanje             | 2 – 1 | Rusland | Luzhniki, Moskou |
| 26 februari 2001 | Verslag[dode link] |       |         | Luzhniki, Moskou |

|                  |                    |       |        |                  |
| 26 februari 2001 | Oekraïne           | 3 – 3 | Italië | Luzhniki, Moskou |
| 26 februari 2001 | Verslag[dode link] |       |        | Luzhniki, Moskou |

|  |       | strafschoppen |
|  | 5 – 4 |               |

#### Kleine finale
|                  |                    |              |        |                  |
| 28 februari 2001 | Rusland            | 2 – 1 (n.v.) | Italië | Luzhniki, Moskou |
| 28 februari 2001 | Verslag[dode link] |              |        | Luzhniki, Moskou |

#### Finale
|                  |                    |             |          |                  |
| 28 februari 2001 | Spanje             | 2 – 1 (n.v) | Oekraïne | Luzhniki, Moskou |
| 28 februari 2001 | Verslag[dode link] |             |          | Luzhniki, Moskou |